# Marcellus (prefekt Judei)
Marcellus – rzymski namiestnik prowincji Judei w latach 36–37.
Był przyjacielem legata Syrii, Lucjusza Witeliusza, który mianował go zarządcą Judei na przełomie lat 36/37, po zdymisjonowaniu Poncjusza Piłata za zabicie uzbrojonych Samarytan, którzy chcieli wejść na górę Garizim, prowadzeni przez oszusta i podżegacza. Witeliusz rozkazał Piłatowi złożyć w stolicy cesarstwa wyjaśnienia wobec Tyberiusza na temat zarzutów podniesionych przez Samarytan. Cesarz jednakże zmarł przed przybyciem Piłata do Rzymu.
Na okres urzędowania Marcellusa przypadły rzymskie przygotowania do wojny z Aretasem IV, królem Petry. Cesarz Tyberiusz wskutek przegranej bitwy Heroda Antypasa z Aretasem, nie chcąc doprowadzić do wzrostu jego potęgi, rozkazał Witeliuszowi wyprawić się przeciwko niemu. Miał wszcząć z Aretasem wojnę i bądź żywego i spętanego do niego przyprowadzić, bądź przesłać mu głowę zabitego. Ze względu jednak na śmierć cesarza (16 marca 37) Witeliusz odwołał z drogi wojsko i rozpuścił poszczególne oddziały na leże zimowe, przerywając tym samym akcję przeciwko Nabatejczykom.
Zaraz po śmierci Tyberiusza, nowy cesarz Kaligula postanowił mianować Marullusa namiestnikiem Judei.
Jako że Józef Flawiusz na opisanie urzędu Marcellusa użył słowa „epimeletes” (ἐπιμελητής), które jest rzadkie, nie jesteśmy pewni czy miał on naprawdę władzę prefekta (praefectus), czy jedynie był podwładnym przedstawicielem Witeliusza.
Za swojego urzędowania Marcellus nie wybijał żadnych monet.